# Fanisławiczki
Fanisławiczki – wieś w Polsce położona w województwie świętokrzyskim, w powiecie kieleckim, w gminie Łopuszno.
W latach 1975–1998 miejscowość administracyjnie należała do województwa kieleckiego.

## Historia
Słownik Królestwa Polskiego opisuje wsie Fanisławice i Fanisławiczki, właściwie Falislawice i Falisławiczki, jako wsie w powiece kieleckim, gminie Zajączków, parafii Łopuszno. 
W 1827 r. Fanisławice liczyły 24 domów i 159 mieszkańców, natomiast Fanisławiczki  11 domów, 52 mieszkańców. We wsi Falisławice (tak zwie ją Długosz t.I, s.595) było wójtostwo, należące do starostwa chęcińskiego, w XVI w. istniała tu kuźnia żelaza.